# Charleston (Arkansas)
Charleston é uma cidade localizada no estado norte-americano de Arkansas, no Condado de Franklin.

## Demografia
Segundo o censo americano de 2000, a sua população era de 2965 habitantes.
Em 2006, foi estimada uma população de 3025, um aumento de 60 (2.0%).

## Geografia
De acordo com o United States Census Bureau, a localidade tem uma área de 11,1 km², dos quais 10,9 km² cobertos por terra e 0,2 km² cobertos por água. Charleston localiza-se a aproximadamente 158 m acima do nível do mar.

## Localidades na vizinhança
O diagrama seguinte representa as localidades num raio de 24 km ao redor de Charleston.